# Polia vasjurini
Polia vasjurini là một loài bướm đêm trong họ Noctuidae.